# Metathelypteris glandulosa
Metathelypteris glandulosa är en kärrbräkenväxtart som beskrevs av H. G. Zhou och Hua Li. Metathelypteris glandulosa ingår i släktet Metathelypteris och familjen Thelypteridaceae. Inga underarter finns listade.